# محله هوایی کلینتون-شرمان اینداستریال
محله هوایی کلینتون-شرمان اینداستریال (به انگلیسی: Clinton-Sherman Industrial Airpark) یک فرودگاه همگانی بهره‌برداری هوایی با کد یاتا CSM است که یک باند فرود بتن دارد و طول باند آن ۴۱۱۶ متر است. این فرودگاه در کشور ایالات متحده آمریکا قرار دارد و در ارتفاع ۵۸۶ متری از سطح دریا واقع شده‌است.